# Anjō, Aichi
Anjō (安城市 Anjō-shi, An Thành thị) là một thành phố thuộc tỉnh Aichi, Nhật Bản.

## Lịch sử
Thành phố được thành lập vào ngày 5 tháng 5 năm 1952.
Anjō từng được biết đến như Đan Mạch của Nhật Bản (日本デンマーク) trong thập niên 1920 và thập niên 1930 khi kênh đào Minh Trị đã được mở. Thành phố được chuyển đổi từ một khu vực cằn cỗi thành một trong những vùng sản xuất nông nghiệp lớn nhất của thời kì này, nó đã được so sánh với Đan Mạch, một quốc gia có nền nông nghiệp tiên tiến trên thế giới.

## Thành phố kết nghĩa
- Huntington Beach, Mĩ
- Hobsons Bay, Australia
- Kolding, Đan Mạch

## Hình ảnh

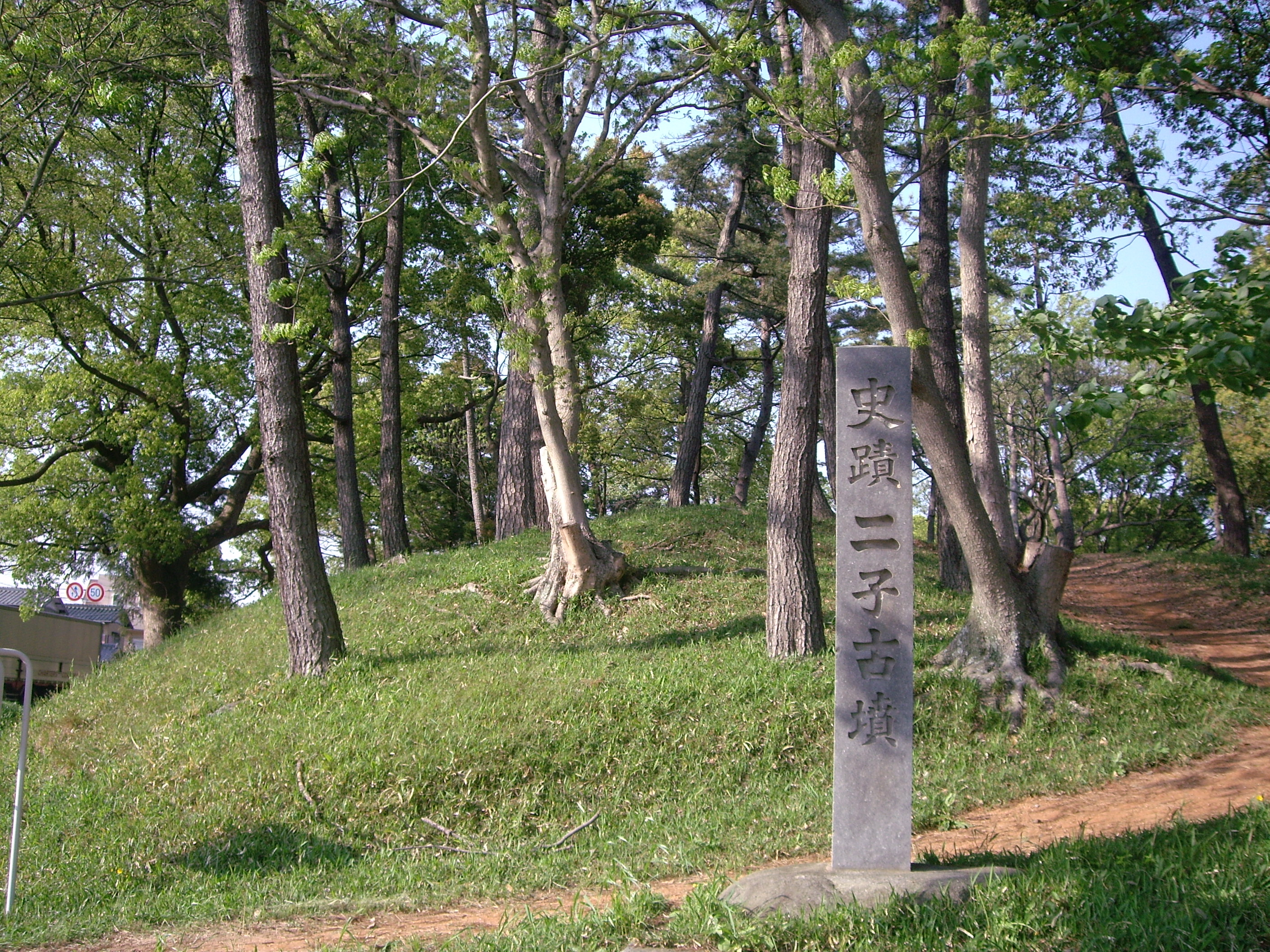
Tượng đài Futago kofun
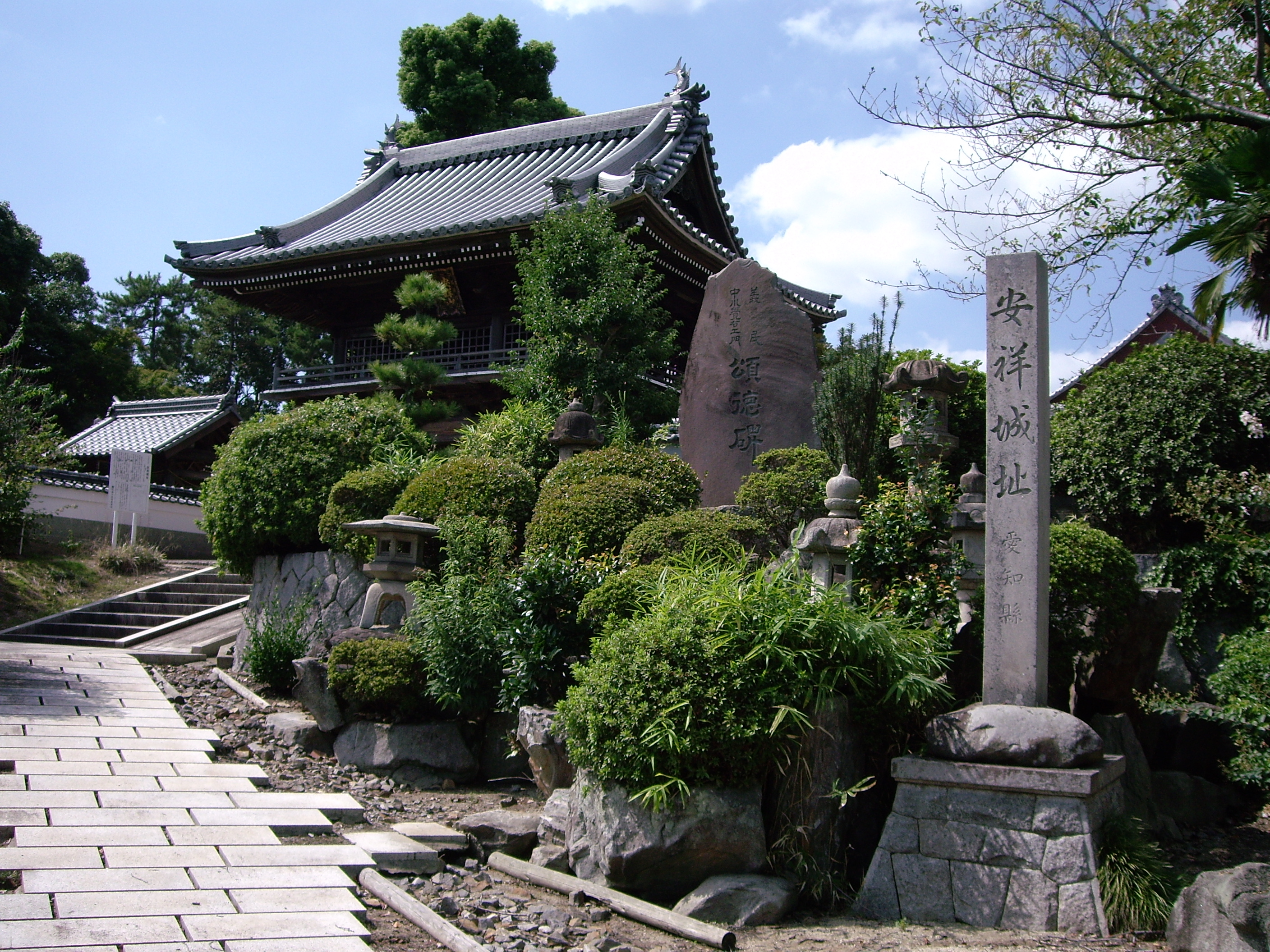
Cổ thành An Tường
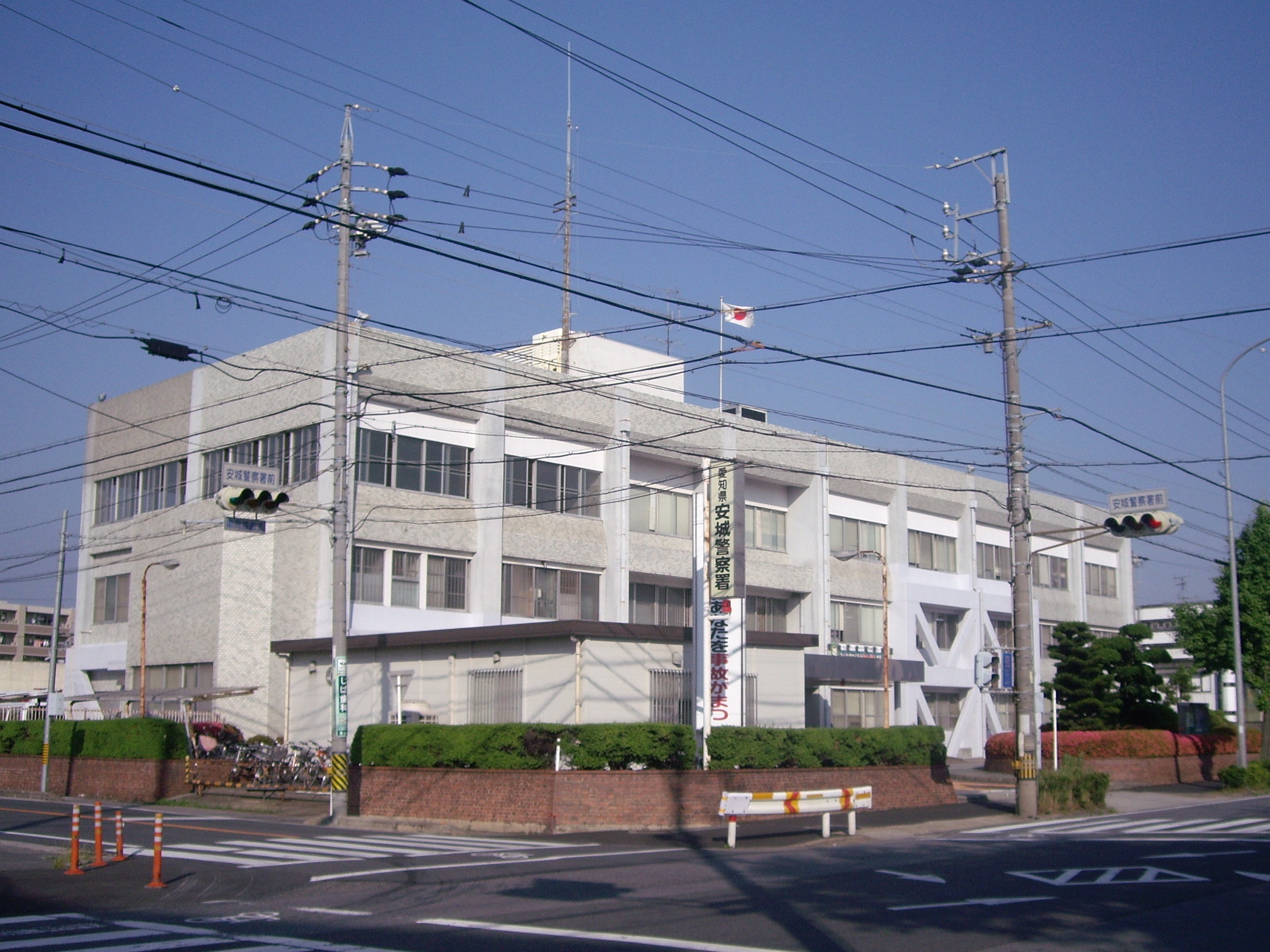
Sở cảnh sát thành phố
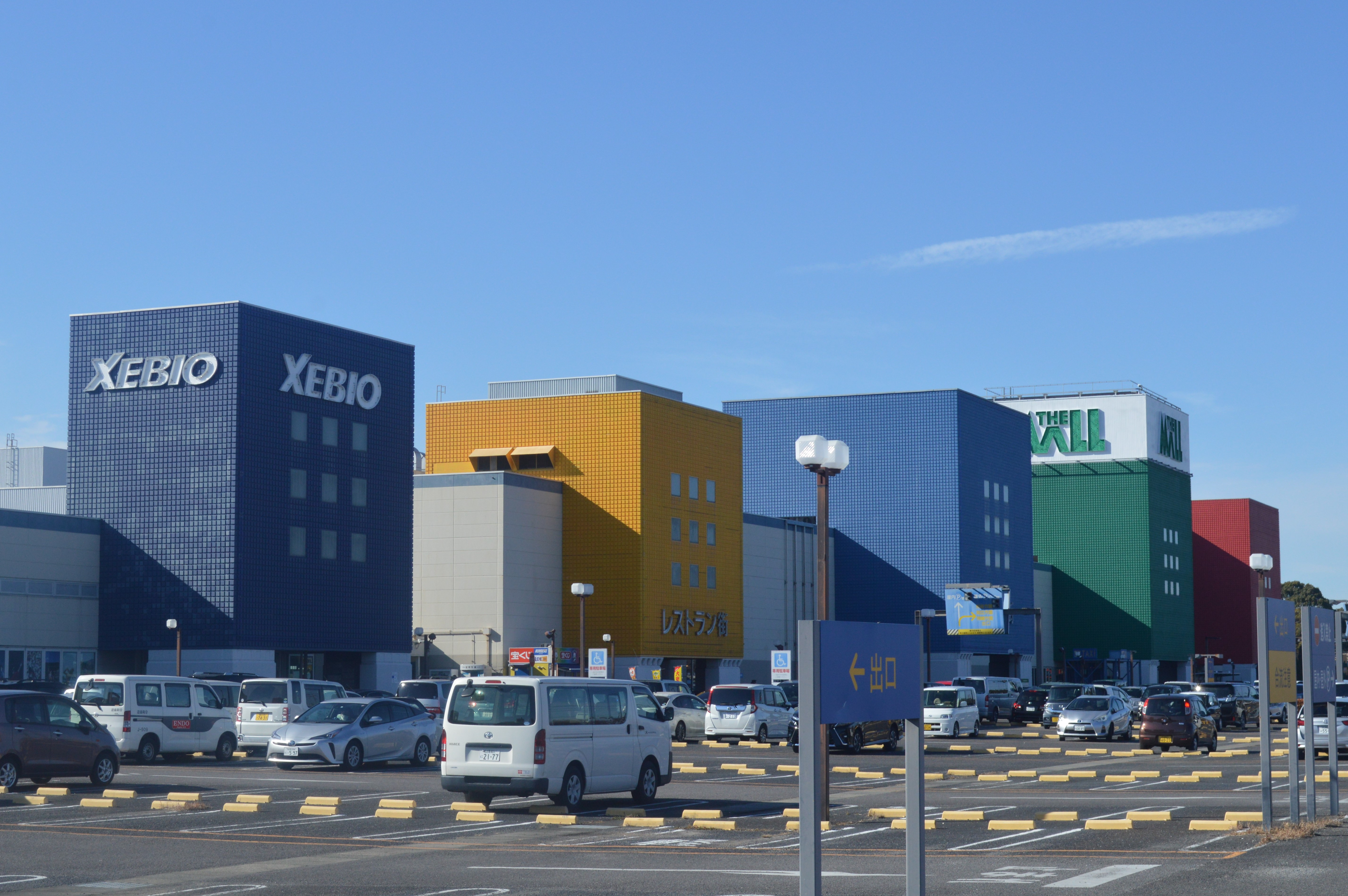
Khu mua sắm The Mall
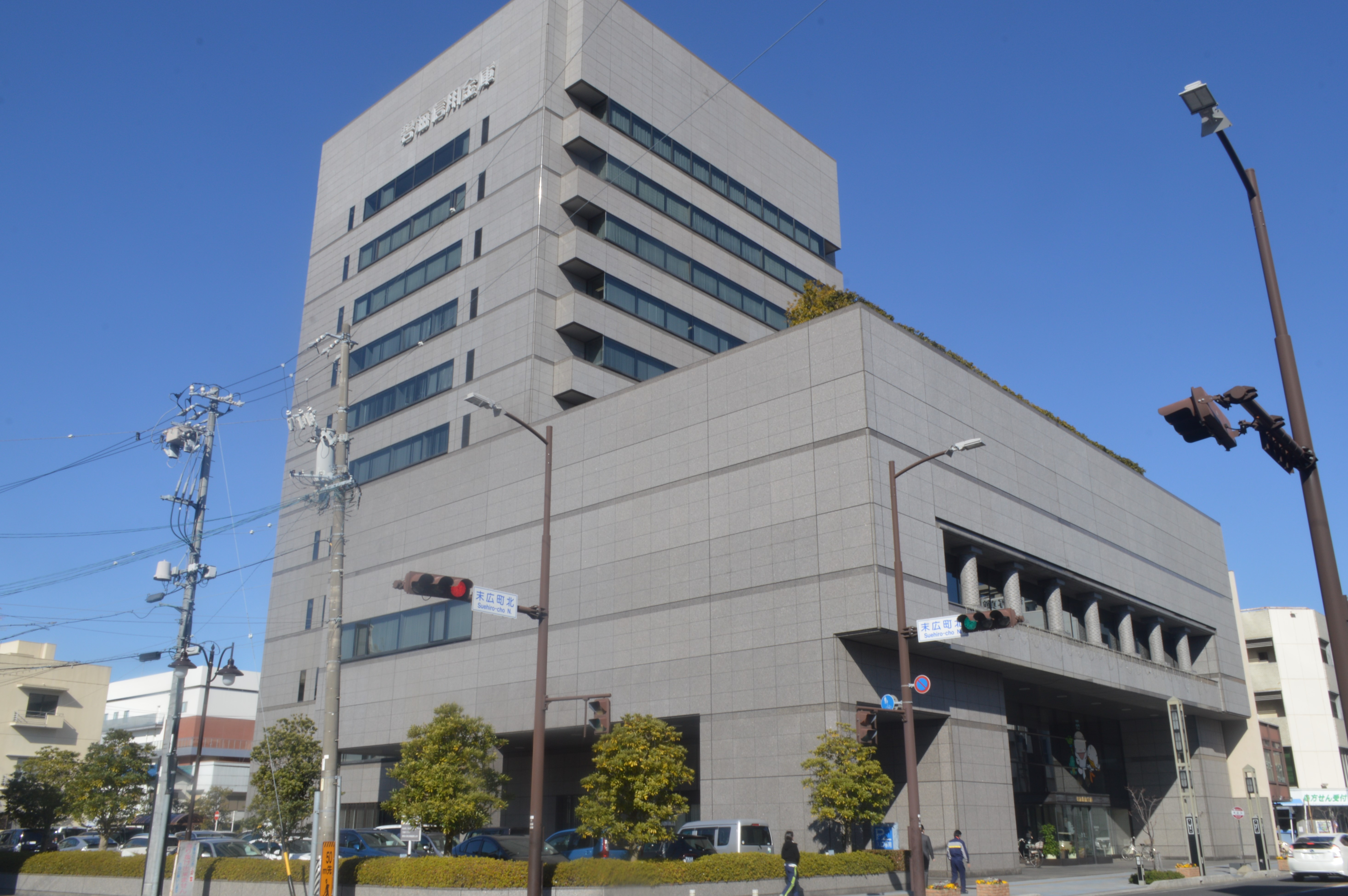
Trụ sở chính ngân hàng Shinkin Hekikai tại Anjo
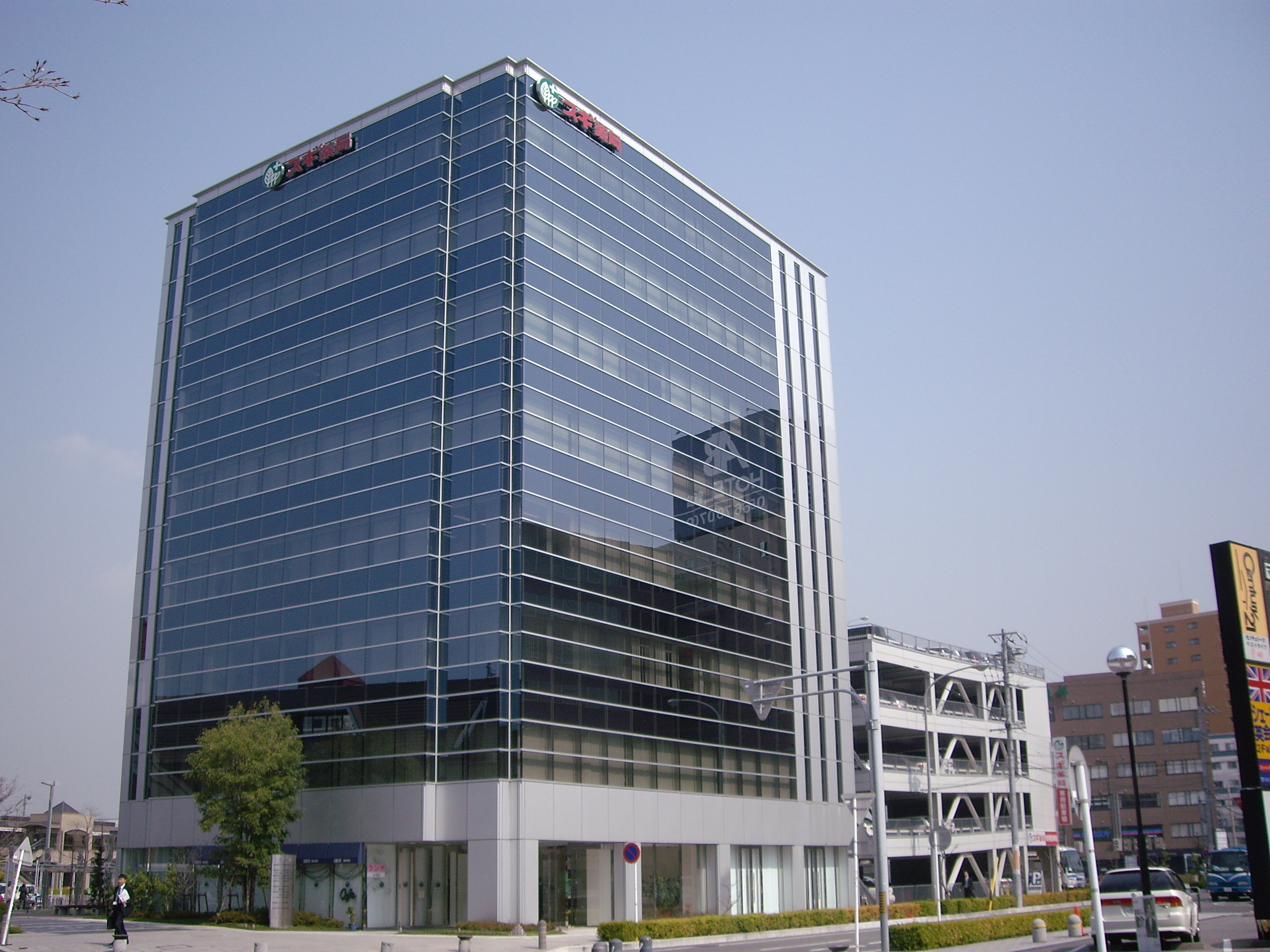
Trụ sở dược phẩm Sugi
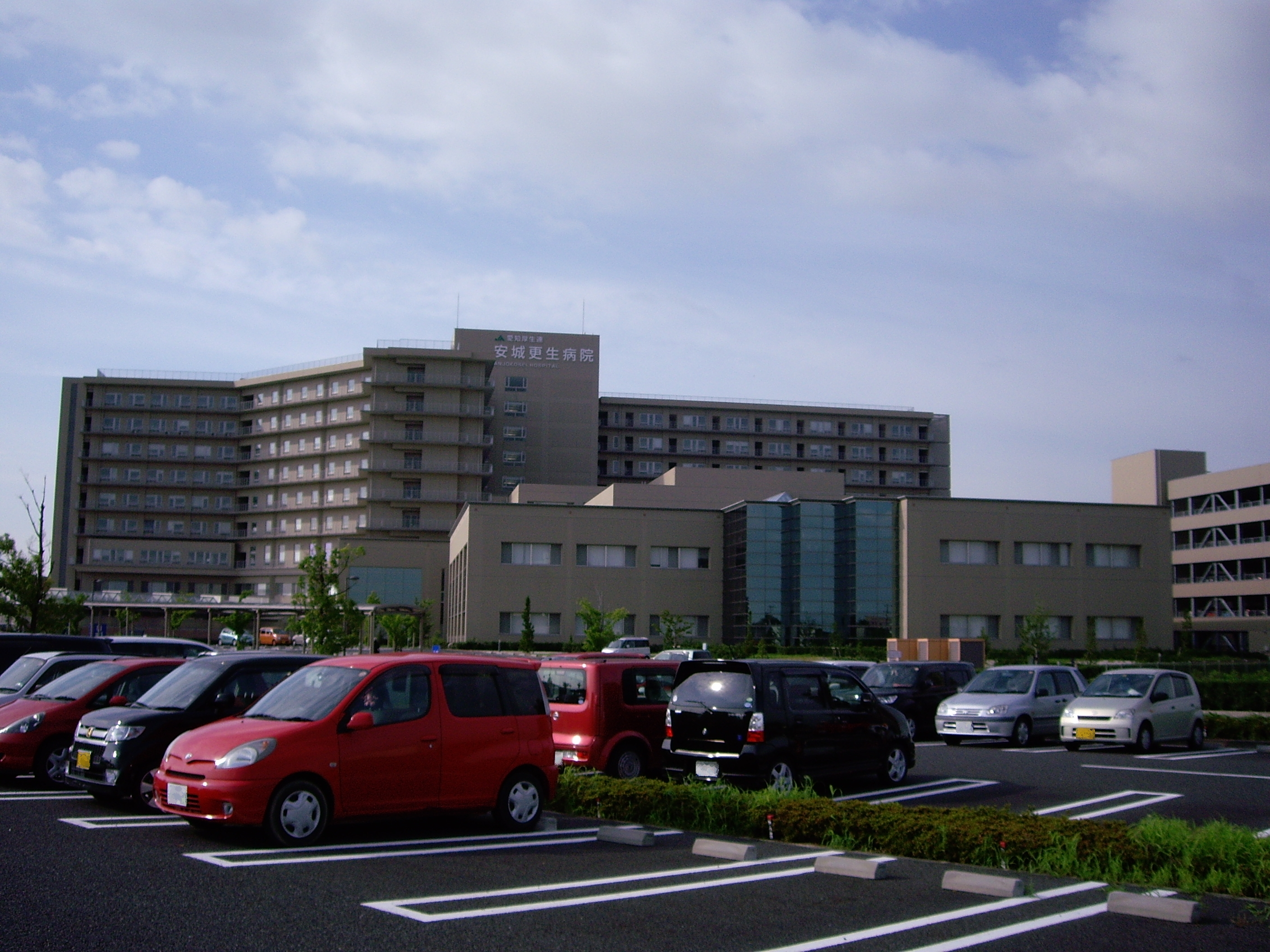
Bệnh viện Anjo Kosei
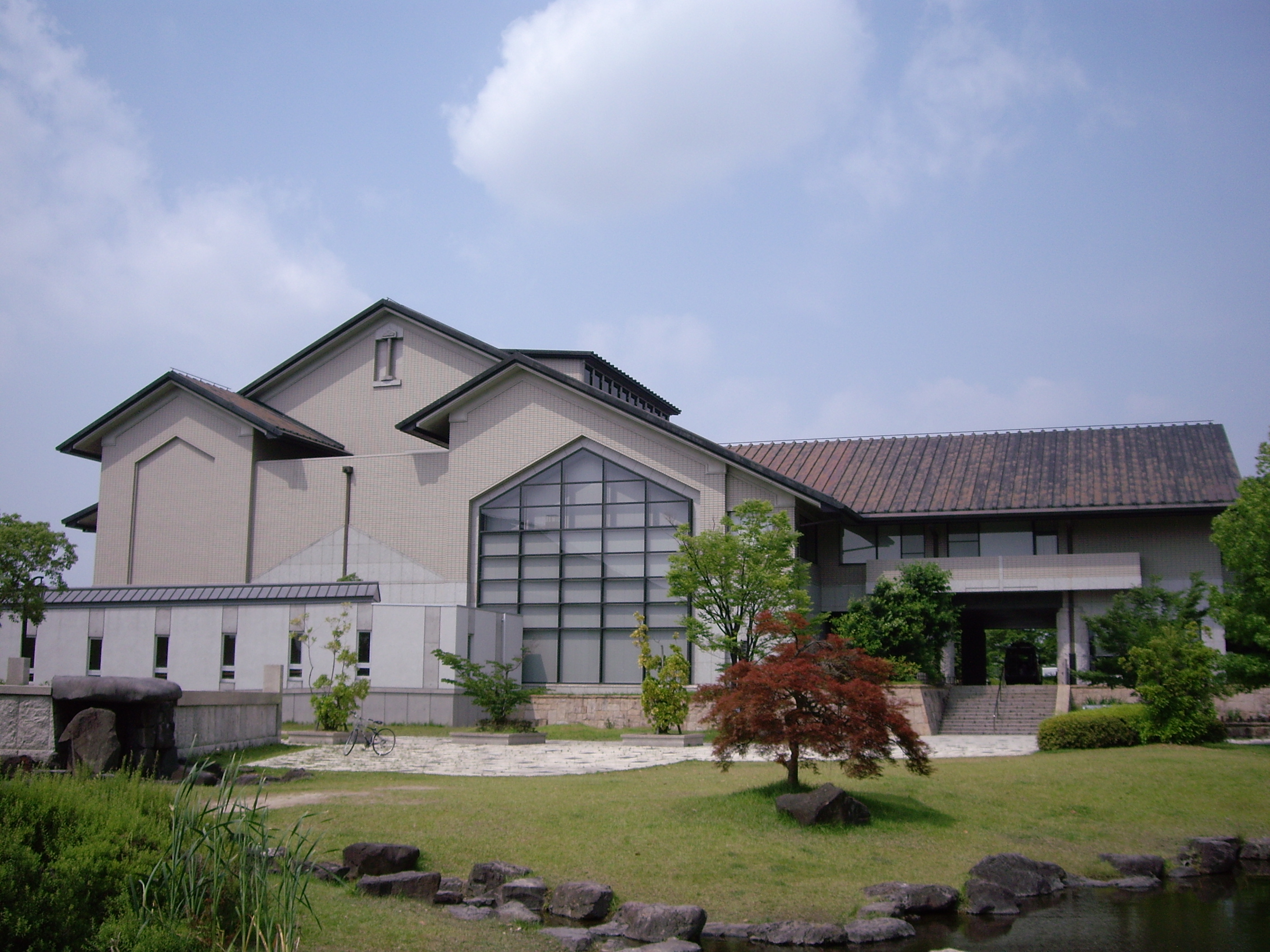
Bảo tàng Lịch sử Anjo
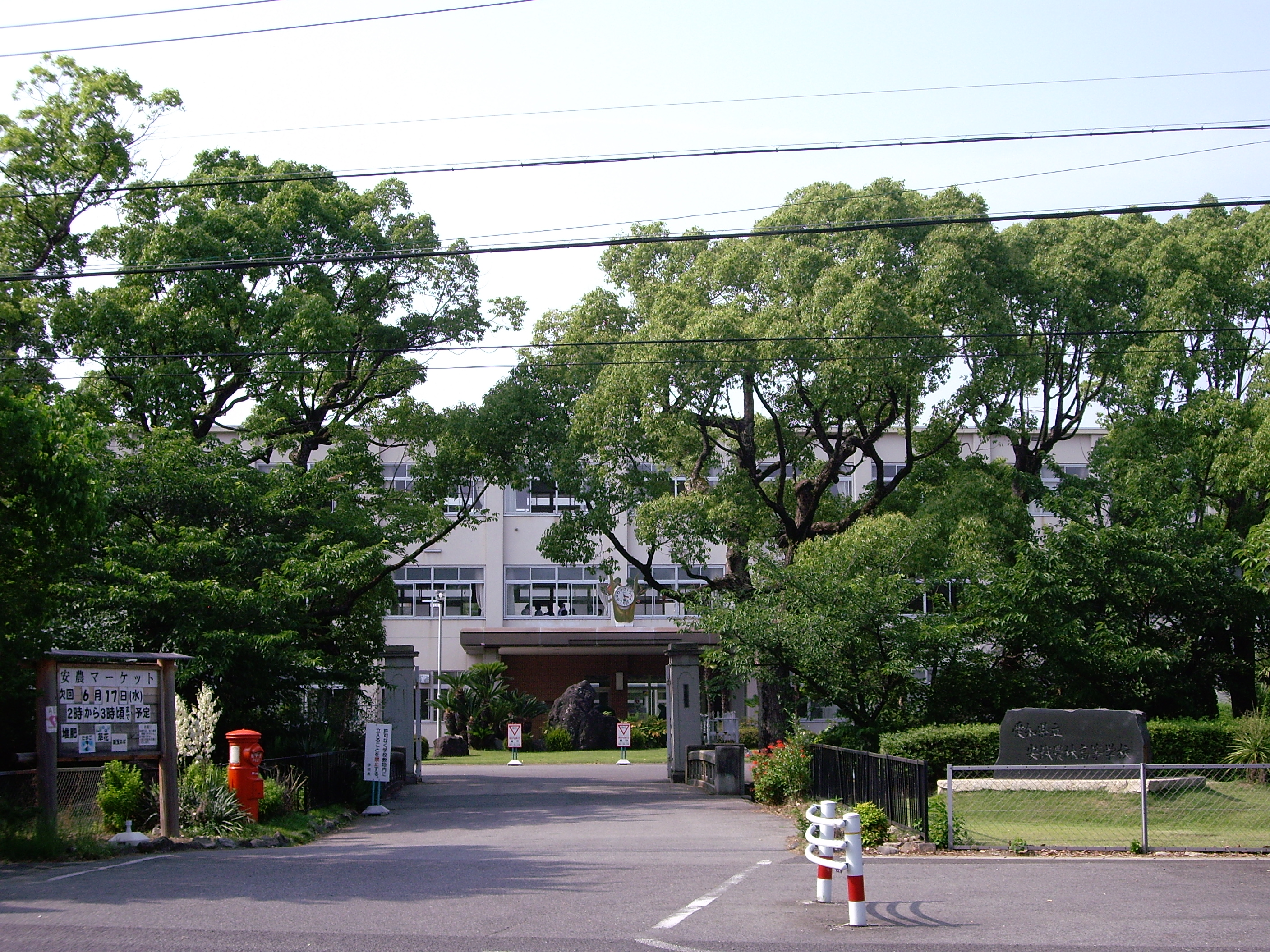
Trung học nông nghiệp Anjo
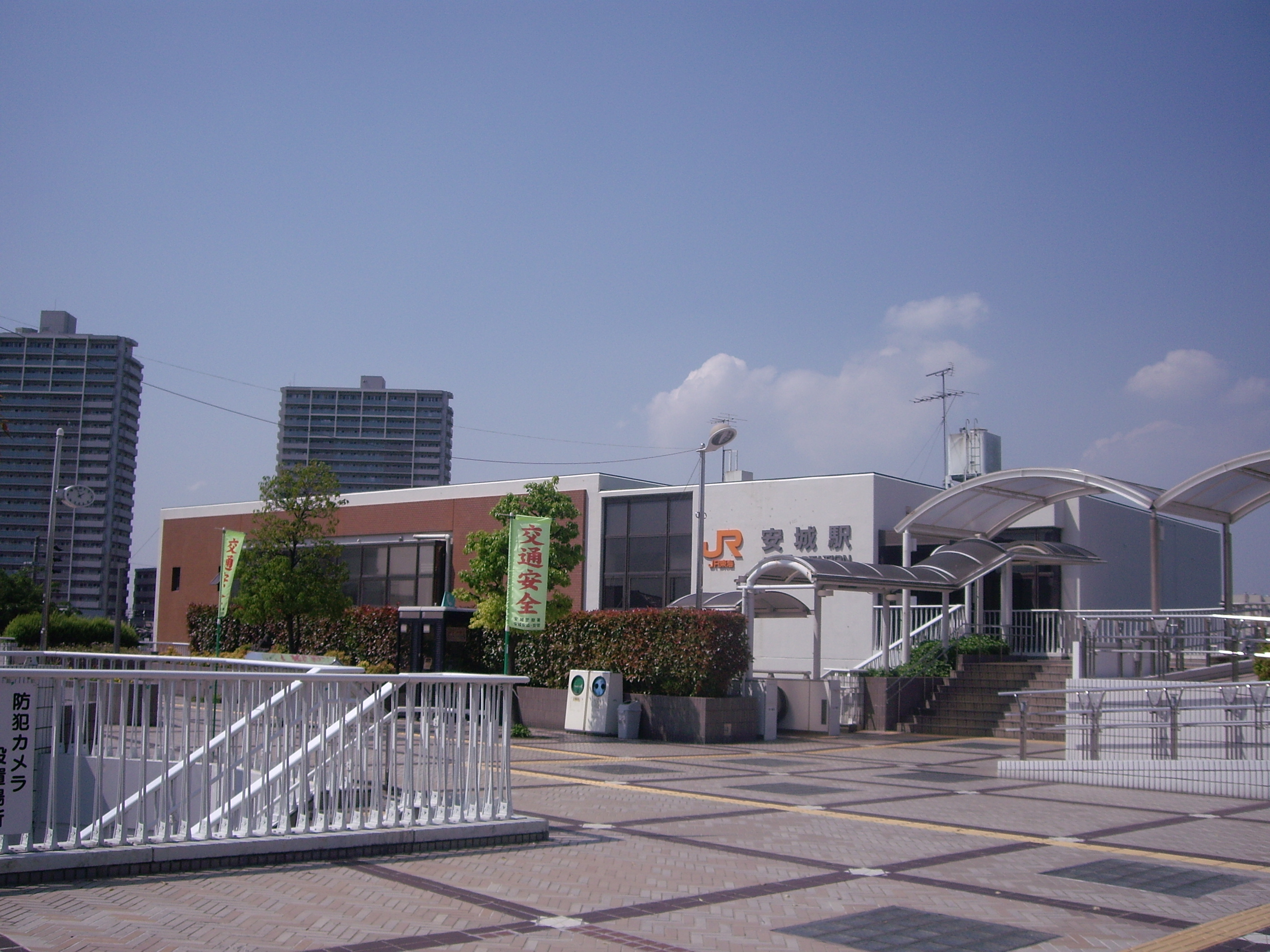
Nhà ga Anjo
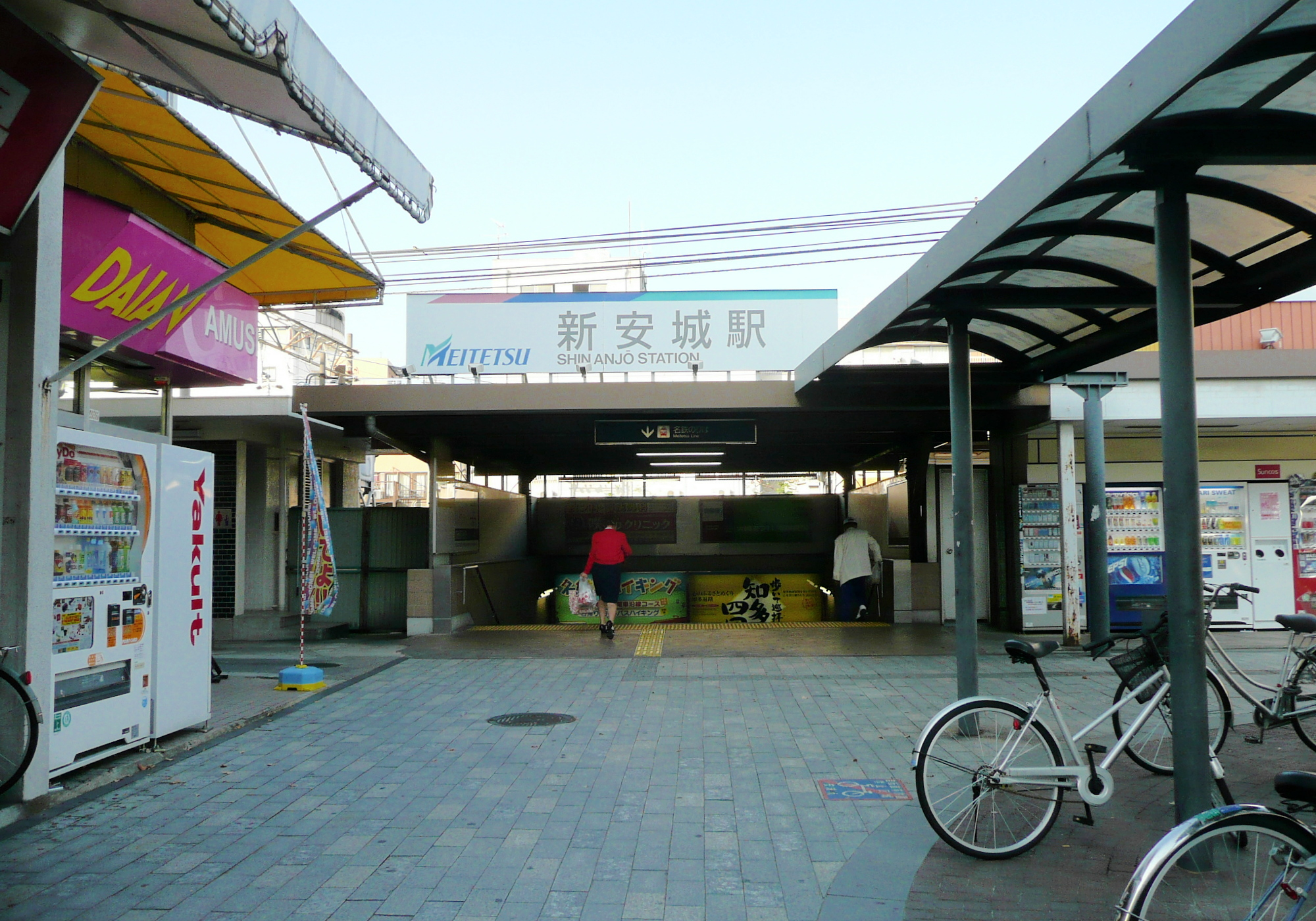
lối vào phía nam nhà ga Shin Anjo, đường sắt Nagoya.
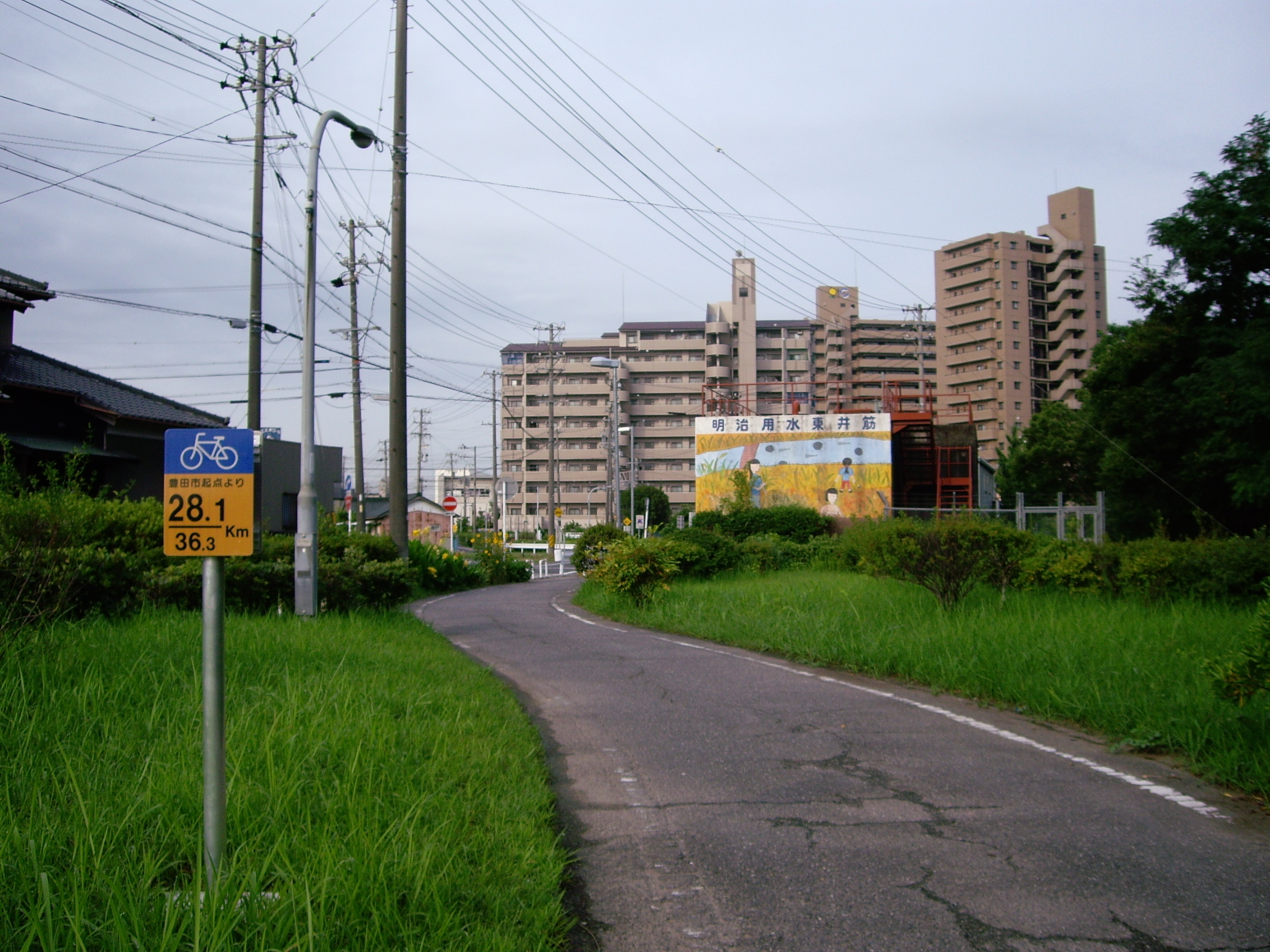
Tuyến đường Toyota-Anjo (tại Daito)